# A112

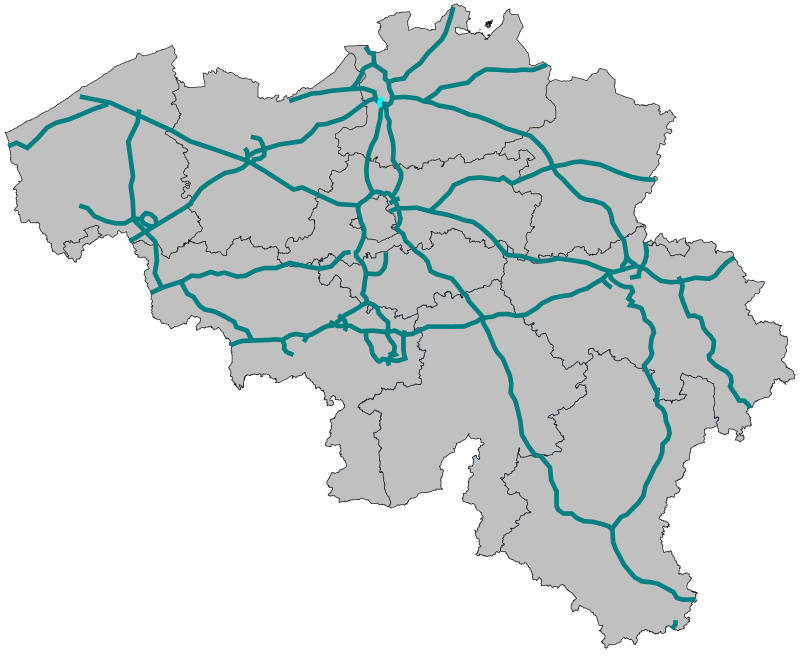
A112

A112 är en motorväg i Belgien som binder ihop Wilrijk med motorvägen A12.